# Negativland

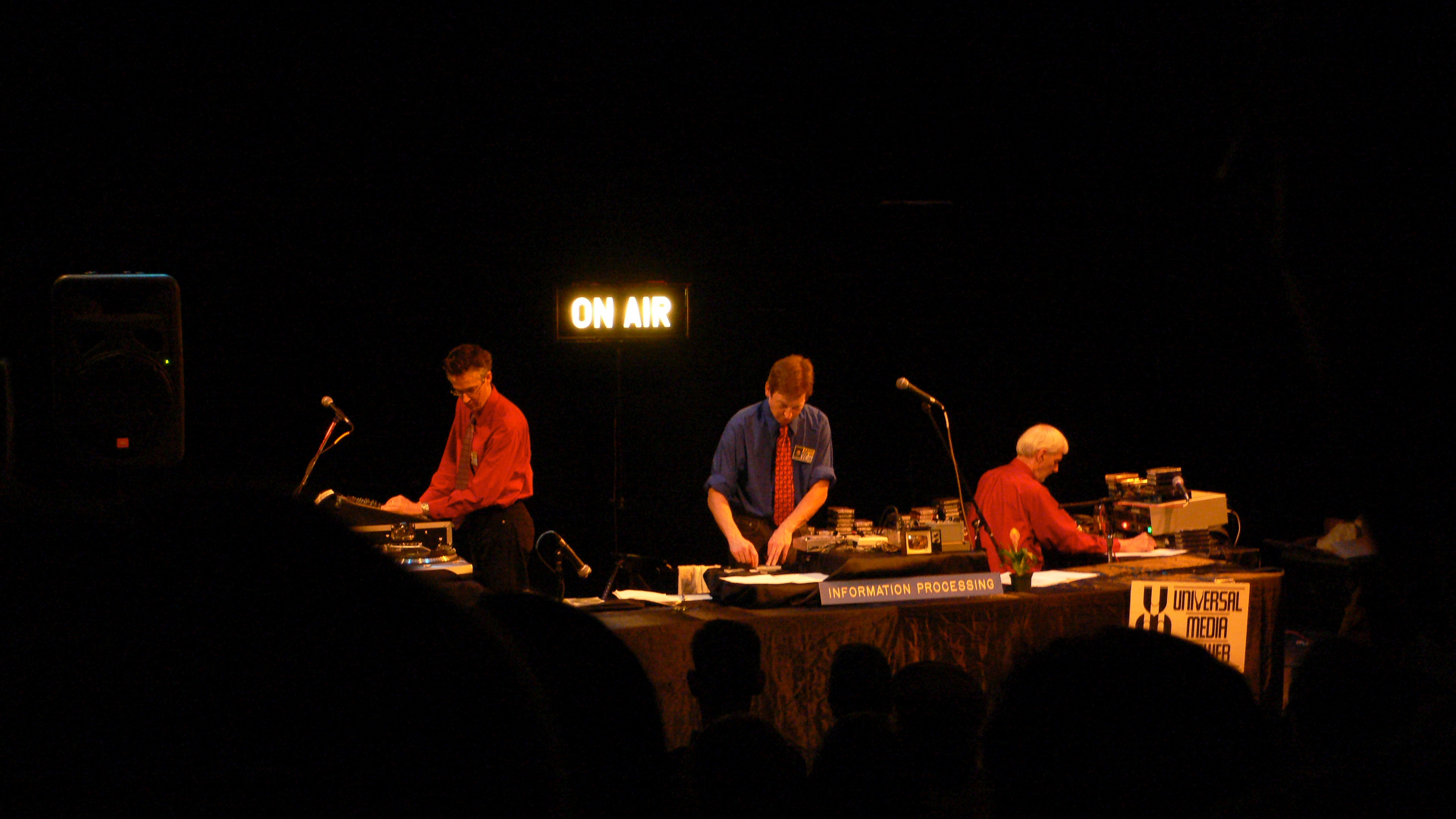
Negativland au Rochester Jazz Fest en 2019.

Negativland est un groupe californien de musique expérimentale formé en 1979 à Berkeley. Le nom du groupe Negativland provient d'un morceau du premier album du groupe allemand Neu! sorti en 1972.

## Historique
Le groupe est composé de Mark Hosler, Richard Lyons, Chris Grigg, Don Joyce & David Wills. Peter Conheim joignit le groupe en 1997. Negativland ont enregistré de nombreux albums, allant du simple collage sonore à d'autres recherches musicales plus élaborées ; albums qu'ils publièrent pour la plupart sous leur propre label, Seeland Records. De la fin des années 1980 au début des années 1990, ils ont réalisé plusieurs productions sous SST Records, notamment Escape From Noise, Helter Stupid, et U2 (en).
Negativland est surtout connu pour l'histoire autour de leur album U2, qui fit grand bruit dans le monde de la production artistique américaine.

## Citations
« Le panneau-réclame habilement retravaillé incite le spectateur à examiner la stratégie commerciale originale » - citation d'un membre du groupe sur l'album  Jamcon'84. (voir (en) en:Over the Edge Vol. 1: JAMCON'84)